# Zigomicots
Els zigomicots (Zygomycota) són una antiga divisió o fílum del regne dels fongs avui en desús.  Es coneixen aproximadament 1.060 espècies. Són majoritàriament d'hàbitat terrestre, viuen al sòl o en material vegetal o animal en descomposició. Alguns són paràsits de plantes, insectes i petits animals, mentre que altres formen relacions simbiòtiques amb les plantes. Les hifes dels zigomicots poden ser cenocítiques, formant septes només on es formen els gàmetes o per tallar les hifes mortes.
Tot i això, investigacions recents han demostrat que aquest grup és parafilètic, cosa que significa que no inclou tots els descendents d'un ancestre comú. A causa d'això, els zigomicets han estat reclassificats en diversos grups més petits i específics, com Mucoromycots, Entomophthoromycots, Mortierellomycots, Zoopagomycots, Glomeromycots i Kickxellomycots.

## Etimologia
El nom Zygomycota fa referència a les zigòspores formades de manera característica pels membres d'aquest grup, en els quals es formen espores esfèriques resistents durant la reproducció sexual. Zygos prové del grec "unir" o fer un "jou", referint-se a la fusió de dues cadenes hifals que produeixen aquestes espores, i -mycota és un sufix que fa referència a una divisió de fongs.

## Espores
El terme "espora" s'utilitza per descriure una estructura relacionada amb la propagació i la dispersió. Les espores de zigomicots es poden formar tant per mitjans sexuals com asexuals. Abans de la germinació, l'espora es troba en estat latent. Durant aquest període, la taxa metabòlica és molt baixa i pot durar des d'unes poques hores fins a molts anys. Hi ha dos tipus de latència. La latència exògena està controlada per factors ambientals com la temperatura o la disponibilitat de nutrients. La latència endògena o constitutiva depèn de les característiques de la mateixa espora; per exemple, les característiques metabòliques. En aquest tipus de latència, la germinació es pot evitar encara que les condicions ambientals afavoreixin el creixement.

### Mitospores
En els zigomicots, les mitòspores (esporangiospores) es formen asexualment. Es formen en estructures especialitzades, els mitosporangis (esporangis) que contenen pocs o diversos milers d'espores, segons l'espècie. Els mitosporangis són transportats per hifes especialitzades, els mitosporangiòfors (esporangiòfors). Aquestes hifes especialitzades solen mostrar gravitropisme negatiu i fototropisme positiu, i això permet una bona dispersió d'espores. La paret dels esporangis és prima i es destrueix fàcilment per estímuls mecànics (per exemple, la caiguda de les gotes de pluja, el pas d'animals), provocant la dispersió de les mitòspores madures. Les parets d'aquestes espores contenen esporopol·lenina en algunes espècies. L'esporopol·lenina es forma a partir de β-carotè i és molt resistent a la degradació biològica i química. Les espores de zigomicets també es poden classificar pel que fa a la seva persistència.

### Clamidiòspores
Les clamidòspores són espores asexuals diferents de les esporangiòspores. La funció principal de les clamidòspores és la persistència del miceli i s'alliberen quan el miceli es degrada. Les clamidòspores no tenen mecanisme de dispersió. En els zigomicets la formació de clamidòspores sol ser intercalar. Tanmateix, també pot ser terminal. D'acord amb la seva funció, les clamidòspores tenen una paret cel·lular gruixuda i estan pigmentades.

## Zigòfors
Els zigòfors són hifes aèries quimiotròpiques que són els òrgans sexuals de Zygomycota, excepte Phycomyces en què no són aèries sinó que es troben al substrat. Tenen dos tipus d'aparellament diferents, (+) i (-). Els tipus d'aparellament oposats creixen entre si a causa de les feromones volàtils emeses per la cadena oposada, principalment l'àcid trispòric i els seus precursors. Una vegada que dos tipus d'aparellament oposats han fet el contacte inicial, donen lloc a una zigòspora a través de múltiples passos.
Una vegada que s'ha fet el contacte entre els zigòfors, les seves parets s'adhereixen entre si, s'aplanen i després el lloc de contacte es coneix com a septe de fusió. Les puntes del zigòfor s'estenen i formen el que s'anomena progametàngia. Una divisió es desenvolupa per extensió gradual cap a l'interior fins que separa la gametàngia terminal de la base progametàngia. En aquest punt, el zigòfor rep el nom de suspensor. Les vesícules s'acumulen al septe de fusió, moment en què comença a dissoldre's. Una mica abans que el septe de fusió es dissolgui completament, la paret exterior primària comença a espessir-se. Això es pot veure com taques fosques a la paret primària a mesura que es dissol el septe de fusió. Aquestes taques fosques a la paret es convertiran en estructures berrugoses que formen el gruix de la paret de la zigòspora. A mesura que la zigòspora augmenta, també ho fan les estructures berrugoses fins que hi hagi contigües al voltant de tota la cèl·lula. En aquest punt, la microscòpia electrònica ja no pot penetrar a la paret. Finalment, les berrugues empenyen a través de la paret primària i s'enfosqueixen, probablement causada per la melanina.
La meiosi sol produir-se abans de la germinació de les zigòspores i hi ha alguns tipus principals de comportament nuclear distingibles. El tipus 1 és quan els nuclis es fusionen ràpidament, en pocs dies, donant lloc a una zigòspora madura que tingui nuclis haploides. El tipus 2 és quan alguns nuclis no s'aparellen i degeneren, la meiosi es retarda fins a la germinació. El tipus 3 és quan els nuclis haploides continuen dividint-se mitòticament i després alguns s'associen en grups i altres no. Això fa que es trobin nuclis diploides i haploides a l'esporangi germinal.

## Paret cel·lular
Els zigomicets presenten una estructura especial de paret cel·lular. La majoria dels fongs tenen quitina com a polisacàrid estructural, mentre que els zigomicets sintetitzen quitosà, l'homopolímer desacetilat de la quitina. La quitina està formada per N-acetilglucosamina unida a β-1,4. Hifes fúngiques creixen a la punta. Per tant, les vesícules especialitzades, els quitosomes, porten els precursors de la quitina i el seu enzim sintetitzador, la quitina sintetasa, a l'exterior de la membrana per exocitosi. L'enzim de la membrana catalitza les formacions d'enllaç glicosídic a partir del substrat de sucre nucleòtid, uridina difosfo -N -acetil-D-glucosamina. La cadena de polisacàrids naixent és després escindida per l'enzim quitina desacetilasa. L'enzim catalitza la divisió hidrolítica del grup N -acetamido de la quitina. Després d'això, la cadena de polímers de quitosà forma micro fibril·les. Aquestes fibres estan incrustades en una matriu amorfa formada per proteïnes, glucans (que suposadament reticulen les fibres de quitosà), manoproteïnes, lípids i altres compostos.

## Àcid trispòric
L'àcid trispòric és un compost terpenoide C-18 que se sintetitza mitjançant vies de β-carotè i retinol als zigomicets. És un compost de feromones responsable de la diferenciació sexual en aquestes espècies de fongs.

### Història
L'àcid trispòric es va descobrir l'any 1964 com un metabòlit que va provocar una major producció de carotè a Blakeslea trispora. Més tard es va demostrar que era l'hormona que produeix els zigòfors a Mucor mucedo. El micòleg i genetista nord-americà Albert Francis Blakeslee va descobrir que algunes espècies de Mucorals eren autoestèrils (heterotàl·lics), en les quals les interaccions de dues soques, designades (+) i (-), són necessàries per a l'inici de l'activitat sexual. Hans Burgeff, de la Universitat de Göttingen, va trobar que aquesta interacció es devia a l'intercanvi de substàncies de baix pes molecular que es van difondre pel substrat i l'atmosfera. Aquest treball va constituir la primera demostració de l'activitat de les hormones sexuals en qualsevol fong. L'elucidació del control hormonal de la interacció sexual a les Mucorales s'estén al llarg de seixanta anys i van implicar micòlegs i bioquímics d'Alemanya, Itàlia, els Països Baixos, el Regne Unit i els EUA.

### Funcions
El reconeixement de parelles sexuals compatibles en zigomicots es basa en una via de biosíntesi cooperativa de l'àcid trispòric. Els primers derivats trisporoides i l'àcid trispòric indueixen la inflamació de dues hifes potencials, per tant anomenades zigòfors, i un gradient químic d'aquestes molècules inductores produeix un creixement l'una cap a l'altra. Aquests progametàngis entren en contacte entre ells i construeixen una connexió forta. En la següent etapa, s'estableixen septes per limitar la zigòspora en desenvolupament del miceli vegetatiu i d'aquesta manera els zigòfors es converteixen en hifes suspensores i es formen gametàngis. Després de la dissolució de la paret de fusió, es barregen el citoplasma i un gran nombre de nuclis d'ambdós gametàngis. Un procés de selecció (no estudiat) dona lloc a una reducció de nuclis i es produeix la meiosi (també no estudiada fins avui). Es produeixen diverses modificacions de la paret cel·lular, així com la incorporació d'esporopol·lenina (responsable del color fosc de les espores) donant lloc a una zigospora madura.
L'àcid trispòric, com a punt final d'aquesta via de reconeixement, només es pot produir en presència d'ambdós socis compatibles, que produeixen enzimàticament precursors de trisporoides per ser utilitzats encara més per la parella sexual potencial. L'especificitat de les espècies d'aquestes reaccions s'obté, entre d'altres, per segregació espacial, característiques fisicoquímiques dels derivats (volatilitat i sensibilitat a la llum), modificacions químiques dels trisporoides i regulació transcripcional/postranscripcional.

### Parasexualitat
Els trisporoides també s'utilitzen en la mediació del reconeixement entre paràsit i hoste. Un exemple és la interacció hoste-paràsit de naturalesa parasexual observada entre Parasitella parasitica, un micoparàsit facultatiu dels zigomicets, i Absidia glauca. Aquesta interacció és un exemple de parasitisme de fusió biotròfica, perquè la informació genètica es transfereix a l'hoste. S'observen moltes similituds morfològiques en comparació amb la formació de zigòspores, però l'espora madura s'anomena sikyospore i és paràsit. Durant aquest procés, l'hoste Absidia glauca produeix estructures semblants a la gall. Això, juntament amb proves addicionals, ha fet suposar que els trisporoides no són estrictament específics de l'espècie, però que podrien representar el principi general del reconeixement de l'aparellament a Mucorales.

## Fototropisme
S'ha investigat la regulació de la llum en els zigomicets Phycomyces blakesleeanus, Mucor circinelloides i Pilobolus crystallinus. Per exemple, a Pilobolus crystallinus la llum és responsable del mecanisme de dispersió i els esporangiòfors de Phycomyces blakesleeanus creixen cap a la llum. Quan la llum, especialment la blava, està implicada en la regulació del desenvolupament dels fongs, dirigeix el creixement de les estructures dels fongs i activa les vies metabòliques. Per exemple, els zigomicots utilitzen la llum com a senyal per promoure la reproducció vegetativa i el creixement de les hifes aèries per facilitar la dispersió d'espores.
El fototropisme fúngic s'ha investigat en detall utilitzant el cos fructífer, l'esporangiòfor, de Phycomyces com a model. Phycomyces té un sistema fotoreceptor complex. És capaç de reaccionar a diferents intensitats de llum i diferents longituds d'ona. En contrast amb la reacció positiva a la llum blava, també hi ha una reacció negativa a la llum UV. També es van observar reaccions a la llum vermella.

## Gravitropisme
El gravitropisme és un moviment de gir o creixement d'una planta o fong en resposta a la gravetat. Està estès de la mateixa manera als dos regnes. Els estatolites són necessaris tant en fongs com en plantes per al mecanisme de detecció de la gravetat. Els esporangiòfors de Zygomycota s'originen a partir de "hifes basals" especialitzades i passen per diverses etapes de desenvolupament distintives fins que s'alliberen les espores asexuals madures. A més del fototropisme positiu, els esporangiòfors es dirigeixen mitjançant una resposta gravitròpica negativa cap a una posició adequada per a la dispersió i distribució d'espores. Ambdues respostes són reaccions de creixement, és a dir, la flexió és causada per un creixement diferencial en els respectius flancs oposats de l'esporangiòfor, i s'influeixen mútuament. L'únic model per al mecanisme de la reacció gravitròpica de Phycomyces es basa en la flotabilitat del vacúol dins del citoplasma circumdant. Es proposa que la distribució asimètrica resultant del citoplasma generi un creixement més gran de la paret a la part inferior dels esporangiòfors situats horitzontalment, ja que a la capa citoplasmàtica més gruixuda que hi forma el nombre de vesícules que secreten material de la paret cel·lular seria més gran que a la part superior. La flexió gravitròpica comença després d'aproximadament 15 – 30 min en esporangiòfors col·locats horitzontalment i continua fins que després, unes 12 – 14 hores, la punta de l'esporangiòfor ha recuperat la seva posició vertical original. Normalment, la resposta gravitròpica és més feble en comparació amb la fototròfica. Tanmateix, en determinades condicions, es podria establir un equilibri i les respostes són comparables. En plantes i fongs, el fototropisme i el gravitropisme interactuen de manera complexa. Durant la irradiació contínua amb llum unilateral, l'esporangiòfor (cos fructífer) del fong zigomicet, Phycomyces blakesleeanus assoleix un angle de flexió d'equilibri fotogravitròpic en què els estímuls gravitròpics i fototròpics s'equilibren entre ells.

### Cristalls de proteïnes
A Phycomyces blakesleeanus, els esporangiòfors de tipus salvatge contenen cristalls paracristalins octaèdrics grans i fàcilment visibles amb una mida de fins a 5×5×5 μm. En general, es troben prop del vacúol principal en grups formats per més de deu cristalls. Sovint s'associen als transseptes vacuolars. Sedimentació amb velocitat d'uns 100 Es poden observar μm/s quan els esporangiòfors estan inclinats. Lliscar durant la sedimentació o tirar de les membranes vacuolars i els transseptes serveix com a senyal intercel·lular per a una resposta probable del citoesquelet i que activa els receptors situats a la membrana cel·lular. Aquests receptors al seu torn desencadenen una cadena d'esdeveniments que finalment condueixen al creixement asimètric de la paret cel·lular. Els estudis sobre l'angle de flexió del creixement d'esporangiòfors de soques salvatges i mutants han demostrat que les soques mutants que no tenen cristalls presenten una resposta gravitròpica reduïda.

### Gotetes de lípids
El complex de glòbuls lipídics apicals també estan implicats en la gravipercepció. Aquests lípids s'agrupen en estructures cel·lulars, complexos de glòbuls lipídics, uns 0,1 mm per sota de la punta de l'àpex. (Fig. 2) Els glòbuls migren cap a la colum·la quan es forma l'esporangi. En l'etapa madura, es creu que aquest complex actua com a gravireceptor a causa de la seva flotabilitat. Els mutants que no tenen aquest complex lipídic mostren una resposta gravitròpica molt reduïda.

## Filogènia
Històricament, tots els fongs que produeixen una zigòspores es consideraven relacionats i es col·locaven a Zygomycota. L'ús de la filogenètica molecular ha revelat cada cop més que aquesta agrupació és parafilètica. Tanmateix, el rang (és a dir, fílum o subfílum) d'aquests clades està en disputa. El que segueix és una filogènia de fongs amb el subfílum zigomicet derivat de Spatafora et al. (2016) amb els dos possibles noms de fílum.
|  | subfílum Zoopagomycotina, fílum Zoopagomycota                     |
|  |                                                                   |
|  | subfílum Kickxellomycotina, fílum Kickxellomycota o Zoopagomycota |
|  |                                                                   |

|  | ordre Basidiobolales, subfílum Entomophthoromycotina, fílum Basidiolomycota, Entomophthoromycota, o Zoopagomycota |
|  | |
|  | ordre Entomophthorales, subfílum Entomophthoromycotina, fílum Entomophthoromycota o Zoopagomycota                 |
|  | |

|  | subfílum Zoopagomycotina, fílum Zoopagomycota                     |
|  |                                                                   |
|  | subfílum Kickxellomycotina, fílum Kickxellomycota o Zoopagomycota |
|  |                                                                   |

|  | ordre Basidiobolales, subfílum Entomophthoromycotina, fílum Basidiolomycota, Entomophthoromycota, o Zoopagomycota |
|  | |
|  | ordre Entomophthorales, subfílum Entomophthoromycotina, fílum Entomophthoromycota o Zoopagomycota                 |
|  | |

|  | subfílum Glomeromycotina, fílum Glomeromycota o Mucoromycota                                                                                          |
|  | |
|  | \| \| subfílum Mortierollomycotina, fílum Mortierellomycota or Mucoromycota \| \| \| \| \| \| subfílum Mucoromycotina, fílum Mucoromycota \| \| \| \| |
|  | |
|  | subfílum Mortierollomycotina, fílum Mortierellomycota or Mucoromycota                                                                                 |
|  | |
|  | subfílum Mucoromycotina, fílum Mucoromycota |
|  | |

|  | subfílum Mortierollomycotina, fílum Mortierellomycota or Mucoromycota |
|  |                                                                       |
|  | subfílum Mucoromycotina, fílum Mucoromycota                           |
|  |                                                                       |

|  | subfílum Glomeromycotina, fílum Glomeromycota o Mucoromycota                                                                                          |
|  | |
|  | \| \| subfílum Mortierollomycotina, fílum Mortierellomycota or Mucoromycota \| \| \| \| \| \| subfílum Mucoromycotina, fílum Mucoromycota \| \| \| \| |
|  | |
|  | subfílum Mortierollomycotina, fílum Mortierellomycota or Mucoromycota                                                                                 |
|  | |
|  | subfílum Mucoromycotina, fílum Mucoromycota |
|  | |

|  | subfílum Mortierollomycotina, fílum Mortierellomycota or Mucoromycota |
|  |                                                                       |
|  | subfílum Mucoromycotina, fílum Mucoromycota                           |
|  |                                                                       |

## Usos industrials
Moltes espècies de zigomicets es poden utilitzar en importants processos industrials. A la taula n'hi ha un resum.
| Espècie                                                     | Producte            | Usos                                   |
| ----------------------------------------------------------- | ------------------- | -------------------------------------- |
| Diversos Mucor i Rhizopus spp.                              | Lipases i proteases | Indústria del cuir, detergent i mèdica |
| Rhizopus                                                    | Cel·lulases         | Producció d'aliments                   |
| R. oryzae, altres Rhizopus spp.                             | Àcid fumàric        | Diversos                               |
| Rhizopus spp.                                               | Àcid làctic         | Diversos                               |
| R. delemar                                                  | Biotina             | Diversos                               |
| Mortierella romanniana, Mortierella vinacea i Mucor indicus | Àcid linolènic      | Diversos                               |
| Mortierella alpina                                          | Àcid araquidònic    | Diversos                               |
| Blakeslea trispora                                          | β-carotè            | Diversos                               |

## Evolució dels conidis
L'evolució del conidi a partir de l'esporangiospora és la principal diferència definitòria entre zigomicets i ascomicets. L'evolució de les esporangiospores típiques dels zigomicets a conidis similars a les que es troben als ascomicets es pot modelar mitjançant una sèrie de formes observades en els zigomicets. Molts zigomicets produeixen múltiples esporangiospores dins d'un sol esporangi. Alguns han desenvolupat múltiples esporangioles petites que contenen poques esporangiospores. En alguns casos, pot haver-hi unes quantes fins a tres espores a cada esporangiol, i algunes espècies tenen esporangioles que contenen només una espora. Choanephora, un zigomicet, té un esporangi que conté una espora amb una paret d'esporangi que és visible a la base de l'esporangi. Aquesta estructura és similar a un conidi, que té dues parets cel·lulars fusionades, una paret d'espores interna i una paret d'esporangi exterior.